# 試験粒子
理論物理学において、試験粒子はその物性（ふつう質量、チャージ、体積）が研究対象の特性を除いて無視できると仮定する理想モデルである。これは、系の残りの挙動を変更するには不十分であると考えられる。試験粒子の概念は多くの場合問題を単純化し、物理現象の良い近似を提供することができる。特別な極限での系のダイナミクスの単純化に使われるほか、物理過程のコンピュータシミュレーションの診断にも使われる。

## 古典的重力
試験粒子適用の最も簡単なケースは、ニュートン重力である。2つの質量{\displaystyle m_{1}}と{\displaystyle m_{2}}の間の重力の一般的な表現は
{\displaystyle F(r)=-G{\frac {m_{1}m_{2}}{(r_{1}-r_{2})^{2}}}}
である。ここで{\displaystyle r_{1}}と{\displaystyle r_{2}}は空間でのそれぞれの粒子の位置を表す。この方程式の一般的な解法では、2つの質量は重心の周りを回転する。今回の場合は、
{\displaystyle R={\frac {m_{1}r_{1}+m_{2}r_{2}}{m_{1}+m_{2}}}}
1つの質量がもう1つのものよりもずっと大きいとき({\displaystyle m_{1}\gg m_{2}})、小さい質量が大きい質量により作られる重力場において試験粒子として動き、大きい質量は加速しないと仮定することができる。重力場を
{\displaystyle g(r)={\frac {Gm_{1}}{r^{2}}}}
と定義する。ここで {\displaystyle r}は2つの物体の間の距離であり、小さい質量の運動方程式は次の式に整理される。
{\displaystyle a(r)={\frac {F(r)}{m_{2}}}=-g(r)}
よって、変数は1つのみであるため、解をより簡単に計算することができる。このアプローチは、地球の質量に比べて小さい人工衛星の軌道など、多くの実用的な問題に対して非常に良い近似を与える。

## 一般相対論における試験粒子
重力、特に一般相対性理論の計量理論では、試験粒子は質量が非常に小さく、周囲の重力場を明らかに妨害しない小さな物体の理想モデルである。
アインシュタイン方程式によると、重力場は、非重力質量エネルギーの分布だけではなく、運動量や応力（例えば、圧力、完全流体中の粘性応力）の分布にも局所的に結合する。
真空解もしくは電気真空解における試験粒子の場合、試験粒子（スピンもしくはスピンなし）の小さな雲が経験する潮汐加速に加えて、スピンする試験粒子はスピン-スピン力による追加の加速度を経験することがある。

## プラズマ物理もしくは電気力学における試験粒子
電磁場のシミュレーションでは、試験粒子の最も重要な特性は、その電荷と質量である。この場合は、よく試験電荷と呼ばれる。
電場は{\displaystyle {\textbf {E}}=k{\frac {q}{r^{2}}}{\hat {r}}}と定義される。場と試験電荷{\displaystyle q_{\textrm {test}}}のかけ合わせにより、場が試験粒子に及ぼす電気力が与えられる。このとき、力と電場がともにベクトル量であるため、正の試験電荷は電場の方向に力を受けることに注意が必要である。
磁場中では試験電荷の挙動は、ローレンツ力により記述される特殊相対論の効果により決定される。この場合、正の試験電荷はあなたに向かう磁場に垂直に移動する場合には時計回りに偏向され、あなたから離れる方向の磁場に垂直に移動する場合は反時計回りに偏向される。